# Autobahnknoten Bratislava-východ
Der Autobahnknoten Bratislava-východ („Bratislava-Ost“; slowakisch diaľničná križovatka Bratislava-východ) ist ein teilweise eröffneter Autobahnknoten östlich der slowakischen Hauptstadt Bratislava, der die Autobahn D1 mit Bratislavas Ringautobahn D4 verknüpfen soll. Er befindet sich am nordöstlichen Stadtrand von Bratislava direkt an der Stadtgrenze, zwischen dem Stadtteil Vajnory nordwestlich und der Gemeinde Ivanka pri Dunaji (Katastralgemeinden Farná und Ivanka pri Dunaji) südöstlich des Knotens und unmittelbar nördlich der Bahnstrecke Bratislava–Budapest.
Auf der D1 wird der Knoten die Nummer 15 tragen, auf der D4 trägt er die Nummer 25. Während der Planungsphase wurde der Knoten Ivanka-sever („Nord“) genannt.

## Bauart
Die noch gebaute Form ist eine Turbine, die alle mögliche Abbiegerelationen zwischen der D1 und D4 abdecken soll, dabei werden die Bahnstrecke Bratislava–Budapest südlich und das Fließgewässer Šúrsky kanál östlich des Knotens teilweise überbrückt. Auf der D4 bildet der Knoten zusammen mit der bereits vollständig gebauten benachbarten Anschlussstelle, ebenfalls Bratislava-východ (während der Planungsphase Ivanka-západ („West“)) genannt, die sich über beidseitige Verflechtungsfahrbahnen erreichen lässt, eine Doppelanschlussstelle.
Die D1 hat im Bereich des Knotens 2 × 3 Fahrstreifen ohne Standstreifen, die D4 2 × 2 Fahrstreifen mit Standstreifen, nördlich des Knotens kurz 2 × 3 Fahrstreifen mit Standstreifen bis zur Anschlussstelle Bratislava-Vajnory. Im Endausbau soll die D1 im Bereich des Knotens auf 2 × 3 Fahrstreifen mit Standstreifen, westlich des Knotens zur Anschlussstelle Bratislava-Zlaté piesky zusätzlich mit beidseitigen Verflechtungfahrbahnen, ausgebaut werden. Dazu soll die Gradiente angehoben werden.

## Betreuung
Die D1 wird durch die staatliche Autobahngesellschaft Národná diaľničná spoločnosť, a. s. (kurz NDS) betreut, genauer durch die Autobahnmeisterei Bratislava. Für die D4 ist hingegen das private Konsortium Zero Bypass Limited zuständig.

## Geschichte

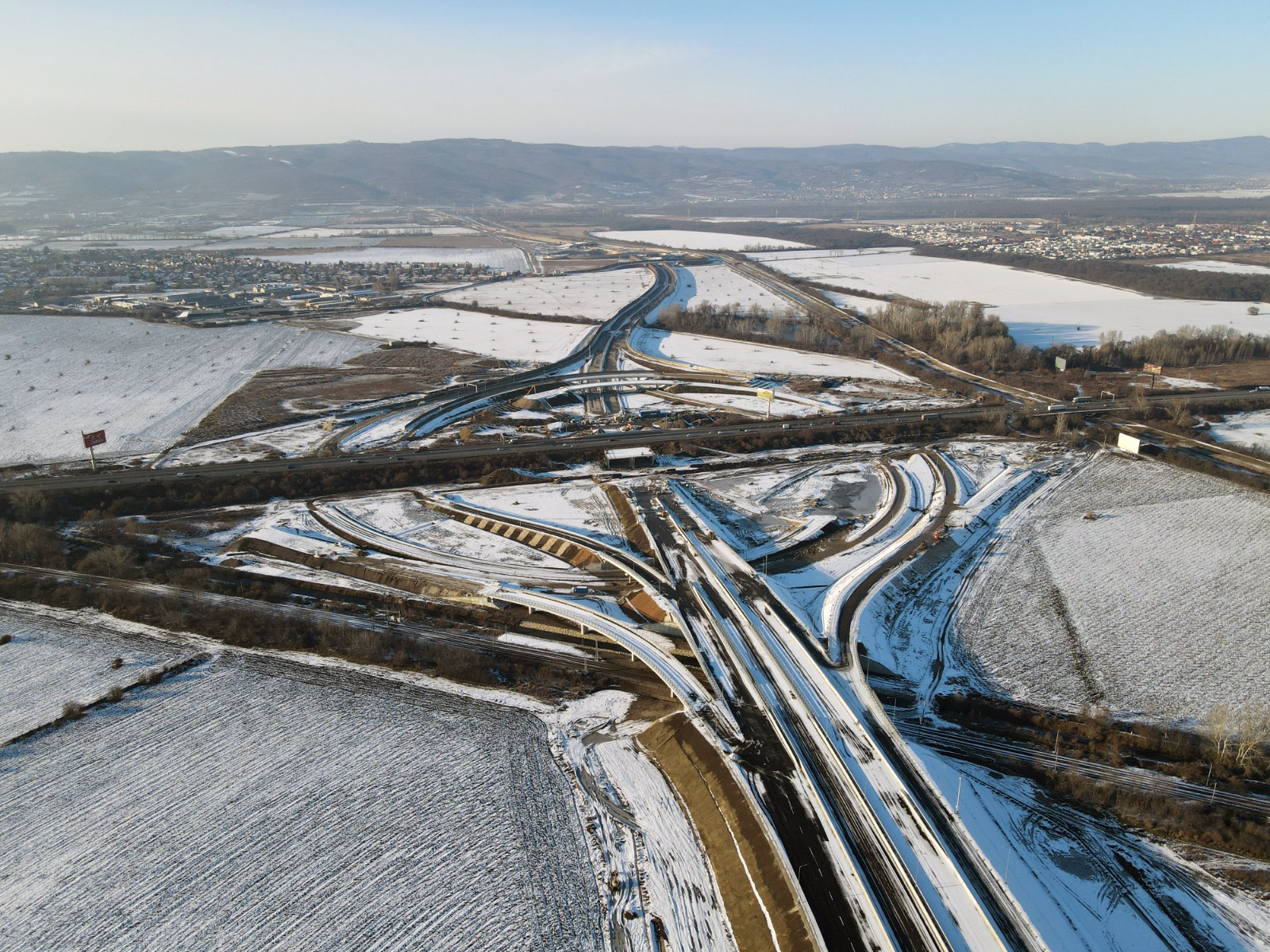
Luftbild im Februar 2021, Blickrichtung Nord

Die D1 in diesem Bereich wurde ab dem Januar 1972 als 16,8 km langer Bauabschnitt Bratislava–Senec der damaligen D61 (ab 1999 D1) gebaut und am 12. Dezember 1975 als zweite slowakische Autobahn dem Verkehr freigegeben. Da lange kein äußerer Autobahnring für Bratislava geplant worden war, bestand auch kein Bedarf für einen Knoten zwischen dem Autobahnring und der D1.
Erst in den frühen 2000er Jahren begannen Studien für einen möglichen, aber damals nur noch langfristig geplanten Autobahnring. 2008 wurde die heutige Trasse der D4 als Autobahnring von Bratislava festgestellt, kurz danach starteten detaillierte Planungen. Doch im weiteren Verlauf kam es zu mehreren Umplanungen und Entscheidungen, die die weiteren Planungsarbeiten erheblich verzögerten. Ursprünglich sollte die zu entstehende D4 über die D1 geführt werden, aber der damalige Bürgermeister von Vajnory, auf dessen Katastralgebiet der Knoten teilweise liegt, berief sich 2013 während des Genehmigungsverfahrens auf den „visuellen Smog“, der durch den neuen Knoten entstehen würde und bestand auf einer Unterführung für die D4. In der Folge stoppte das slowakische Verkehrsministerium unter dem damaligen Minister Ján Počiatek das ursprüngliche Projekt und begann mit der Neuplanung des Knotens, beginnend mit der Umweltverträglichkeitsprüfung.
Inzwischen wurden Teilstrecken der D4 und der Schnellstraße R7 für das zweite slowakische PPP-Autobahnprojekt ausgewählt. Zur Zeit der Konzessionsvergabe an das vom spanischen Cintra, österreichischen Porr und australischen Macquarie Capital gebildete Konsortium Zero Bypass Limited (auch slowakisch Obchvat Nula) im Jahr 2016 wurde der Bau des Autobahnkreuzes nicht in die Konzession einbezogen, da die Umweltverträglichkeitsprüfung noch nicht abgeschlossen worden war und die Einbeziehung des nicht sachgemäß geplanten Knoten Finanzierung des ganzen PPP-Projekts gefährdet hätte. Bei der Vertragsunterzeichnung versprach Verkehrsminister Počiatek, dass der Staat das Autobahnkreuz bis 2019 errichten werde, was nicht geschehen ist.
Zu dieser Zeit liefen auch verkehrspolitische Polemiken um den Ausbau der D1 zu einer sechsspurigen Autobahn mit zweispurigen Kollektorfahrbahnen beiderseits der Autobahn, im Spätjahr 2016 entschied sich jedoch das Verkehrsministerium für die Variante mit einer achtspurigen Autobahn ohne Kollektorfahrbahnen, was auch den Baufortschritt der bereits seit 2015 sich in Bau befindlichen benachbarten Anschlussstelle Triblavina (heute Bernolákovo) beeinträchtigte, sodass sie erst im Oktober 2021 in Betrieb genommen wurde.
Auch in der Folgezeit gingen Planungen nur schleppend voran. Als sich die Fertigstellung der benachbarten Teilstrecken der D4 im Jahr 2021 näherte, drohte eine Unterbrechung dieser Autobahn, da die existierende Aufschüttung der D1 im Wege stand. Um den Verkehr auf der D1 nicht vollständig zu unterbrechen, wurde auf dem Kreuzungspunkt der D1 und D4 die Aufschüttung abgetragen und Ende Januar 2021 eine 3000 Tonnen schwere Überführung für eine der Fahrbahnen der D1 eingeschoben, gefolgt durch die zweite Überführung für die zweite Fahrbahn, die am 20. Februar 2021 auf dieselbe Weise platziert wurde. Nach der Fertigstellung der letzten Teilstrecke der D4 am 13. November 2021 im Rahmen des PPP-Projekts kreuzen sich die beiden Straßen, aber mit keinerlei Abbiegerelationen, da die Rampen nur teilweise fertiggestellt sind.
Am 3. September 2021 leitete die NDS am einen internationalen Wettbewerb für das Projekt der Erweiterung der Teilstrecke Bratislava–Triblavina, einschließlich der Fertigstellung des Knotens, ein. Nach mehr als einem Jahr wurde am 29. November 2022 ein Vertrag im Wert von 110 Millionen Euro mit dem polnischen Bauunternehmen Budimex unterzeichnet, das eine Bauzeit von 1100 Tagen, also bis zum Spätjahr 2025, inklusive Baugenehmigungsverfahren, vorsieht. Während der Bauzeit soll der Verkehr auf der D1 teilweise über die Rampen und eigens dafür gebauten Umleitungsstrecken umgeleitet werden, dazu sollen die Rampen Jarovce–Trnava und Trnava–Jarovce schneller errichtet werden.
Am 24. November und 30. November 2024 gingen die ersten zwei Rampen in Abbiegerelationen Jarovce–Trnava beziehungsweise Trnava–Rača in Betrieb. Somit wurde es möglich, von der österreichischen Grenze Richtung D1 kommend Bratislava vollständig auf der D4 umzufahren, in der Gegenrichtung noch indirekt über nahegelegene Anschlussstellen. Am 24. Juni 2025 wurde schließlich die Rampe Trnava–Jarovce eröffnet, nachdem die Relation Bratislava-Jarovce seit Mai in Betrieb war. Dies ermöglichte einen ununterbrochenen Transitverkehr von und nach Österreich und Ungarn in beiden Richtungen, ohne das bebaute Stadtgebiet von Bratislava durchfahren zu müssen.